# سباستیانو ریچی

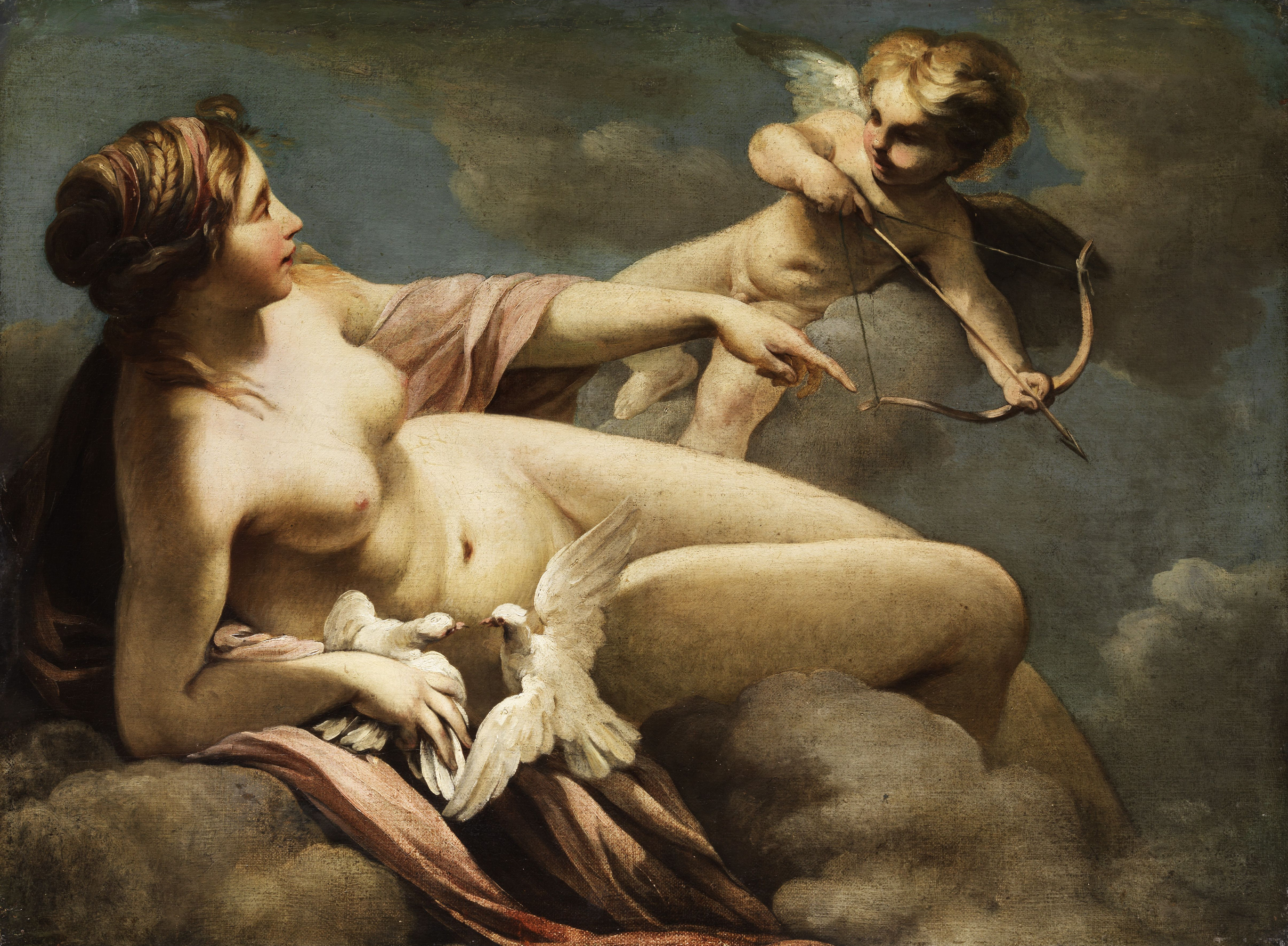
سباستینو ریچی: ونوس و کوپید (حوالی ۱۷۰۰)

سباستیانو ریچی (۱ اوت ۱۶۵۹  –  ۱۵ مه ۱۷۳۴) نقاش ایتالیایی و مدرس سبک باروک ونیز بود. تقریباً در همان سنی که پیازتتا بوده، و معاصر جامباتیستا تیه‌پولو است، وی نمایانگر آخرین دوره سبک نقاش پیترو دا کورتونا از نقاشی‌های دیواری به سبک عالی است.

## سال‌های اول
وی در بلونو به دنیا آمد، پدر و مادرش آندرهانا و لیویو ریچی بودند. در سال ۱۶۷۱، او زیر نظر فدریکو سرووللی از ونیز شروع به آموختن کرد. برخی دیگر ادعا می‌کنند که اولین استاد ریچی سباستینو ماززونی بوده‌است. در سال ۱۶۷۸، به دلیل حاملگی ناخواسته و تلاش برای سقط آن متهم به مسموم کردن زن جوان مورد نظر برای جلوگیری از ازدواج شد و به زندان افتاد و پس از مداخلهٔ یک اشرافزاده، احتمالاً یکی از اعضای خانواده پیسانی، آزاد شد. وی سرانجام در سال ۱۶۹۱ با مادر فرزند خود ازدواج کرد.
پس از آزادی وی به بولونیا نقل مکان کرد.